# Piękna i Bestia (film 2014)
Piękna i Bestia – francusko-niemiecki film fantasy z 2014, będący adaptacją klasycznej francuskiej baśni ludowej spisanej przez Jeanne-Marie Leprince de Beaumont.

## Fabuła
Kolejna adaptacja klasycznej francuskiej baśni, z Léą Seydoux i Vincentem Casselem w rolach tytułowych.

## Obsada
- Léa Seydoux – Piękna
- Vincent Cassel –  Bestia/Książę
- André Dussollier – ojciec, kupiec
- Eduardo Noriega – Perducas
- Myriam Charleins – Astrid
- Sara Giraudeau – Clotilde
- Audrey Lamy –  Anne
- Jonathan Demurge – Jean-Baptiste
- Nicolas Gob – Maxime
- Louka Meliava – Tristan